# Dara Broekhaar
Dara Broekhaar (19 september 2000) is een Nederlands voetbalster die uitkwam voor PEC Zwolle.

## Carrière
In 2016 maakte ze de overstap van haar jeugdclub VV Heino naar Eredivisionist PEC Zwolle. Op 1 februari 2020 maakte ze haar debuut in de bekerwedstrijd tegen BVV Barendrecht. Ze kwam in de 64e minuut in het veld voor Moïsa van Koot. De wedstrijd werd met 7–0 gewonnen. In april 2020 werd haar contract niet verlengd bij de Zwolse club.

### Carrièrestatistieken
| Seizoen                      | Club            | Land            | Competitie      | Competitie | Competitie | Beker | Beker | Internationaal | Internationaal | Overig | Overig | Totaal | Totaal |
| Seizoen                      | Club            | Land            | Competitie      | Wed.       | Dlp.       | Wed.  | Dlp.  | Wed.           | Dlp.           | Wed.   | Dlp.   | Wed.   | Dlp.   |
| ---------------------------- | --------------- | --------------- | --------------- | ---------- | ---------- | ----- | ----- | -------------- | -------------- | ------ | ------ | ------ | ------ |
| 2018/29                      | PEC Zwolle      | Nederland       | Eredivisie      | 0          | 0          | 0     | 0     | –              | –              | –      | –      | 0      | 0      |
| 2019/20                      | PEC Zwolle      | Nederland       | Eredivisie      | 0          | 0          | 1     | 0     | –              | –              | 0      | 0      | 1      | 0      |
| Carrière totaal              | Carrière totaal | Carrière totaal | Carrière totaal | 0          | 0          | 1     | 0     | 0              | 0              | 0      | 0      | 1      | 0      |
| Bijgewerkt tot 30 april 2020 |                 |                 |                 |            |            |       |       |                |                |        |        |        |        |